# Vallesvilles
 Vallesvilles  là một xã thuộc tỉnh Haute-Garonne trong vùng Occitanie tây nam nước Pháp. Xã này nằm ở khu vực có độ cao trung bình 245 mét trên mực nước biển.

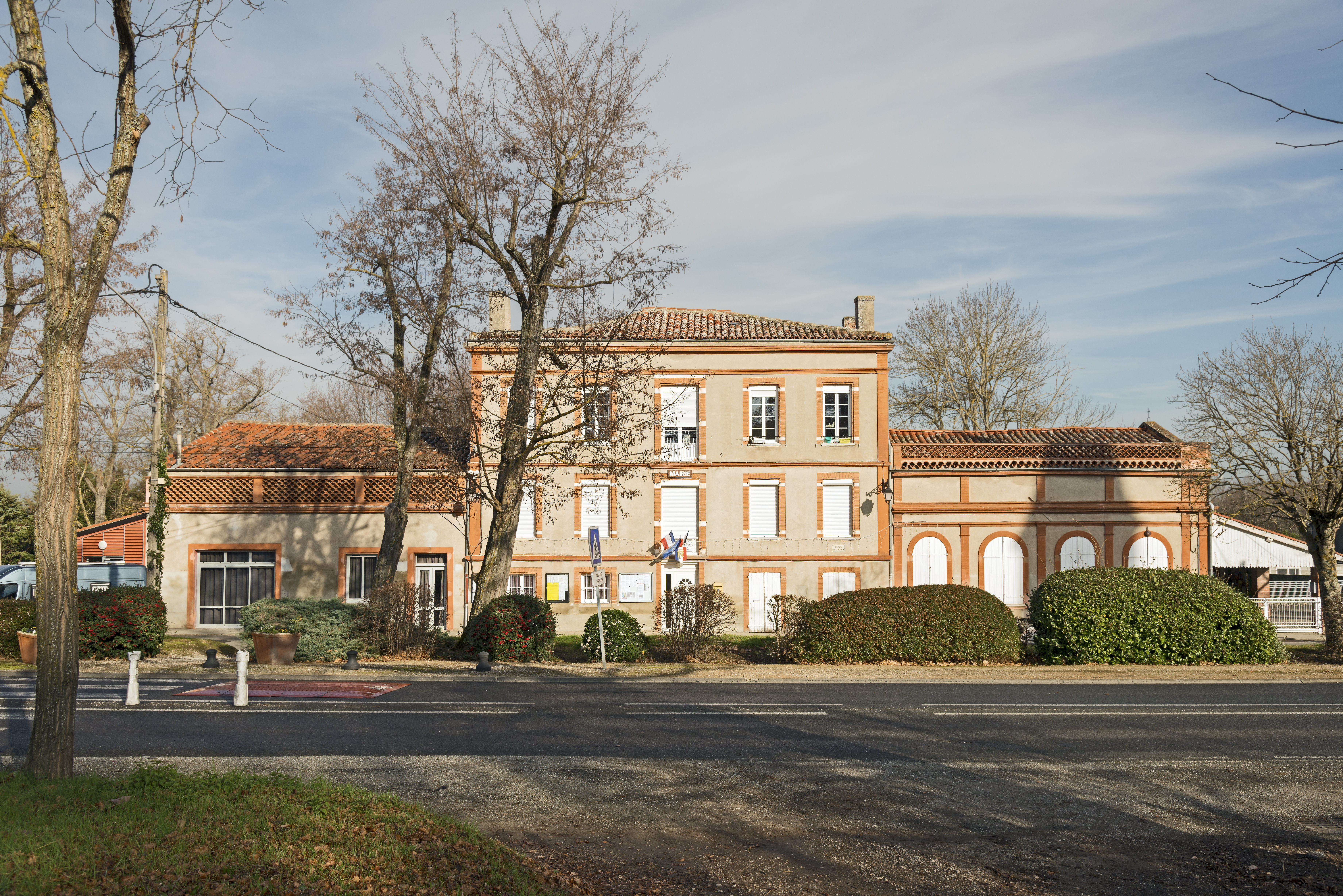
Stadshus.
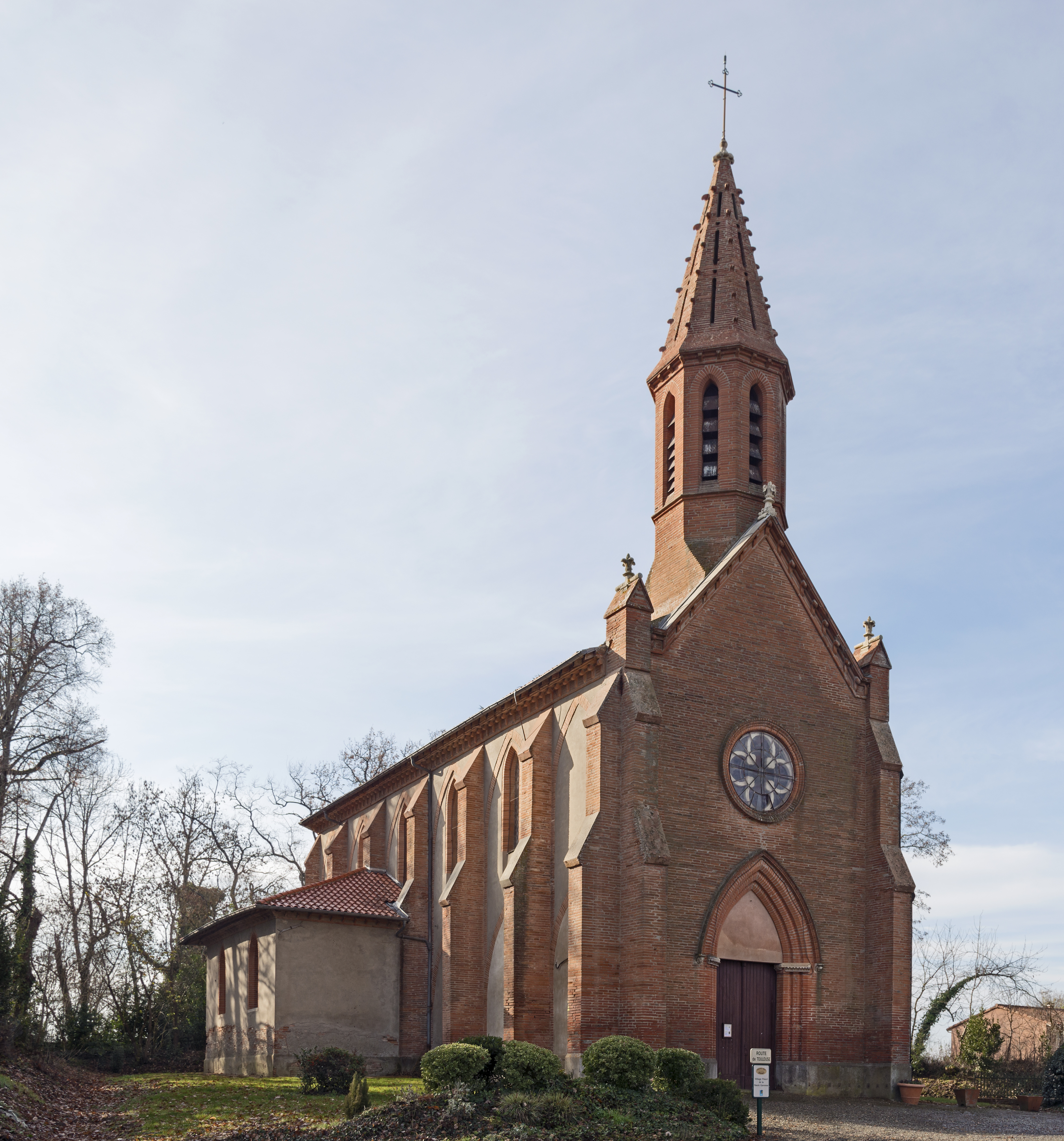
St Martin-kyrkan